# Columbiformes
Columbiformes é uma ordem de aves que inclui uma unica família:Columbidae, que inclui variadas espécies de pombos, rolas e seus afins.
A família Pteroclididae (cortiçol), antes incluída nesta ordem, forma agora a sua própria ordem - Pteroclidiformes.

## Taxonomia
- Ordem Columbiformes
  - Família Columbidae: pombos e rolas